# United States Marine Drum and Bugle Corps

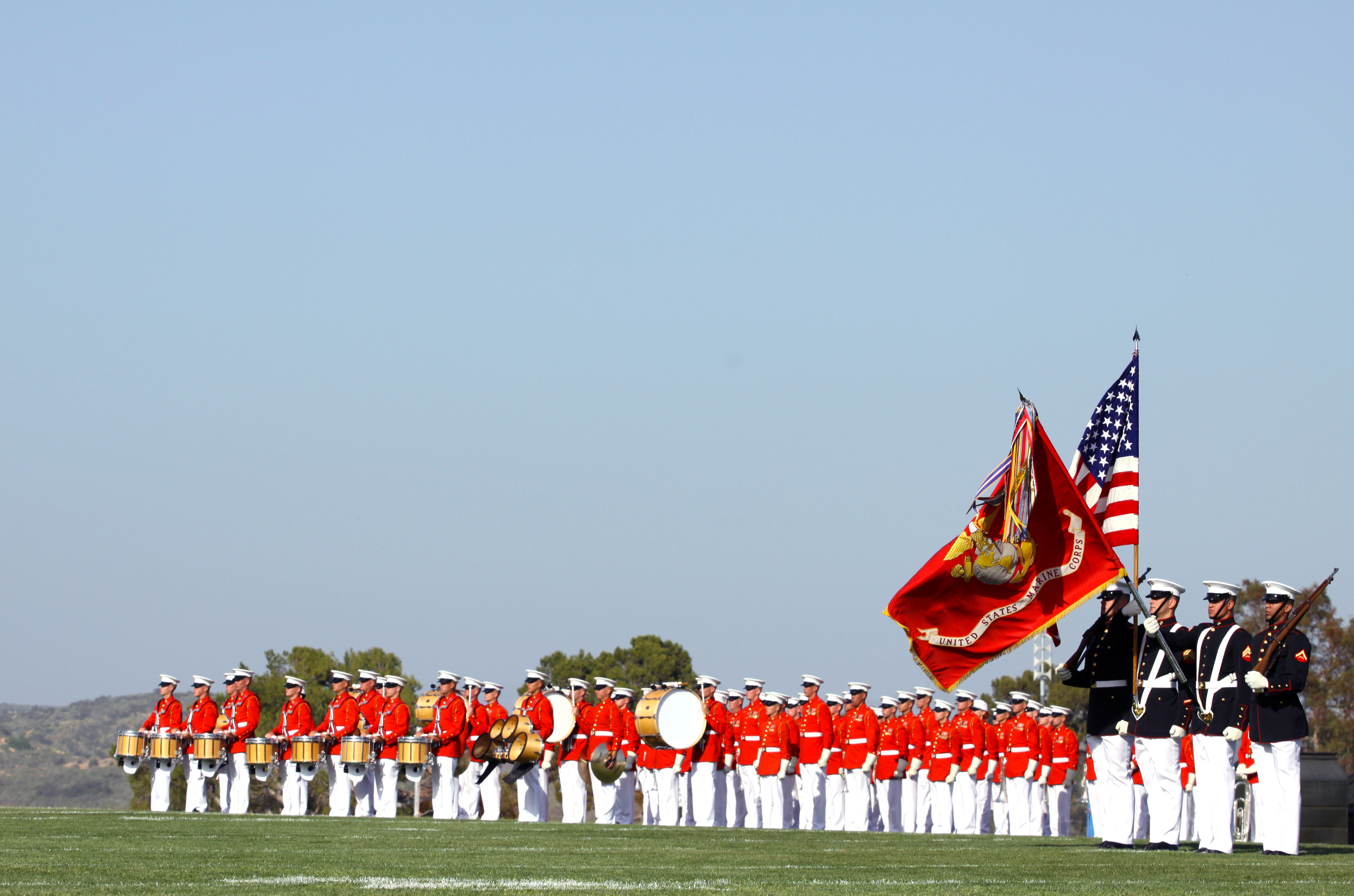
Das United States Marine Drum and Bugle Corps bei einer Battle Color ceremony, Camp Pendleton (2010)

Das United States Marine Drum and Bugle Corps ist ein Klangkörper des United States Marine Corps in Washington, D.C. (8th & I, Marine Barracks). Die Gründung erfolgte 1934.
Es besteht aus 80 aktiven Soldaten. Hauptauftrag ist es, für den Commandant of the Marine Corps oder in dessen Auftrag zu konzertieren, daher lautet der Beiname The Commandant’s Own. Die Kapelle spielt Militärmusik und Popularmusik.

## Sonstige Klangkörper des Marine Corps
- United States Marine Band
- 10 Marine Corps field bands.